# Конференц-центр (Дублин)
Дублинский Конференц-центр (ирл. Ionad Comhdhála, Baile Átha Cliath, англ. Convention Centre Dublin) — конференц-центр в районе Дублин Доклендс, Дублин, Ирландия, строительство которого закончилось в 2010. Из его окон открывается вид на реку Лиффи.
Здание спроектировано по проекту американского архитектора ирландского происхождения Кевина Роуча. Оно стало первым углеродно-нейтральным конференц-центром в мире.
Дублинский конференц-центр занял второе место в M&IT Industry Awards 2011 в номинации «Лучший зарубежный конференц-центр», уступив Гримальди-форуму в Монако и обойдя Белла-центр в Копенгагене и Лас-Вегасский конференц-центр.
2 декабря 2018 года здесь прошла жеребьёвка отборочного турнира Евро-2020.